# 787
| [ Edytuj tabelę ]          |                                                       |
| Król Asturii               | - 783 Mauregato 788                                   |
| Cesarz Bizancjum           | - 780 Konstantyn VI 797                               |
| Chan Bułgarii              | - 777 Kardam 803                                      |
| Cesarz Chin                | - 780 Tang Dezong 805                                 |
| Król Essexu                | - 758 Sigeric 798                                     |
| Król Franków               | - 768 Karol Wielki 814 - 781 Ludwik I Pobożny 814     |
| Cesarz Japonii             | - 781 Kammu 806                                       |
| Kalif                      | - 786 Harun ar-Raszid 809                             |
| Król Kentu                 | - 785 Offa 796                                        |
| Patriarcha Konstantynopola | - 784 Tarazjusz 806                                   |
| Król Mercji                | - 757 Offa 796                                        |
| Król Nortumbrii            | - 779 Elfwald I 788                                   |
| Papież                     | - 772 Hadrian I 795                                   |
| Doża Wenecji               | - 764 Maurizio Galbaio 787 - 787 Giovanni Galbaio 804 |
| Król Wessexu               | - 786 Beorhtric 802                                   |

Rok 787 / DCCLXXXVII
stulecia: VII wiek ~
VIII wiek ~
IX wiek

lata: 777 «
782 «
783 «
784 «
785 «
786 «
787
» 788
» 789
» 790
» 791
» 792
» 797

## Wydarzenia
- 28 września – rozpoczął się Sobór nicejski II.
- 23 października – zakończyły się obrady Drugiego Soboru Nicejskiego.
- Karol Wielki utworzył Marchię Naddunajską.
- Karol Wielki najechał zbrojnie na ziemie słowiańskich Wieletów.

## Urodzili się
- Hyŏnuk – koreański mistrz sŏn (jap. zen) (zm. 869)